# Savas Dimopoulos
Savas Dimopoulos (grško Σάββας Δημόπουλος), grški fizik * 1952, Carigrad, Turčija.

## Življenje
Savas Dimopoulos je bil rojen v Carigradu v Turčiji. Pozneje se je zaradi etničnega nasilja preselil v Atene v Grčiji. Študiral je na Univerzi v Houstonu. Pozneje je bil na Univerzi v Chicagu, kjer je tudi doktoriral leta 1979. Deloval je na različnih univerzah. 

## Delo
Savas Dimopoulos je znan po svojem delu na področjih, ki so zunaj Standardnega modela in so povezana z Minimalnim supersimetričnim standardnim modelom. Sodeloval je tudi na teoriji, ki jo imenujejo Technicolor, ki obravnava elektrošibki zlom simetrije (mehanizem, ki omogoča delcem, da imajo maso). Skupaj z iransko-ameriškim fizikom Nima Arkani-Hamedom (rojen 1972) in gruzijskim fizikom Gia Dvalijem (rojen 1964) (deluje na Univerzi v Münchnu) je izdelal model, ki je znan kot »ADD« model ali model velike dodatne razsežnosti.

## Priznanja
Leta 2006 mu je Ameriško fizikalno društvo podelilo nagrado Sakurai